# Nicholas Yonge
Pour les articles homonymes, voir Yonge.

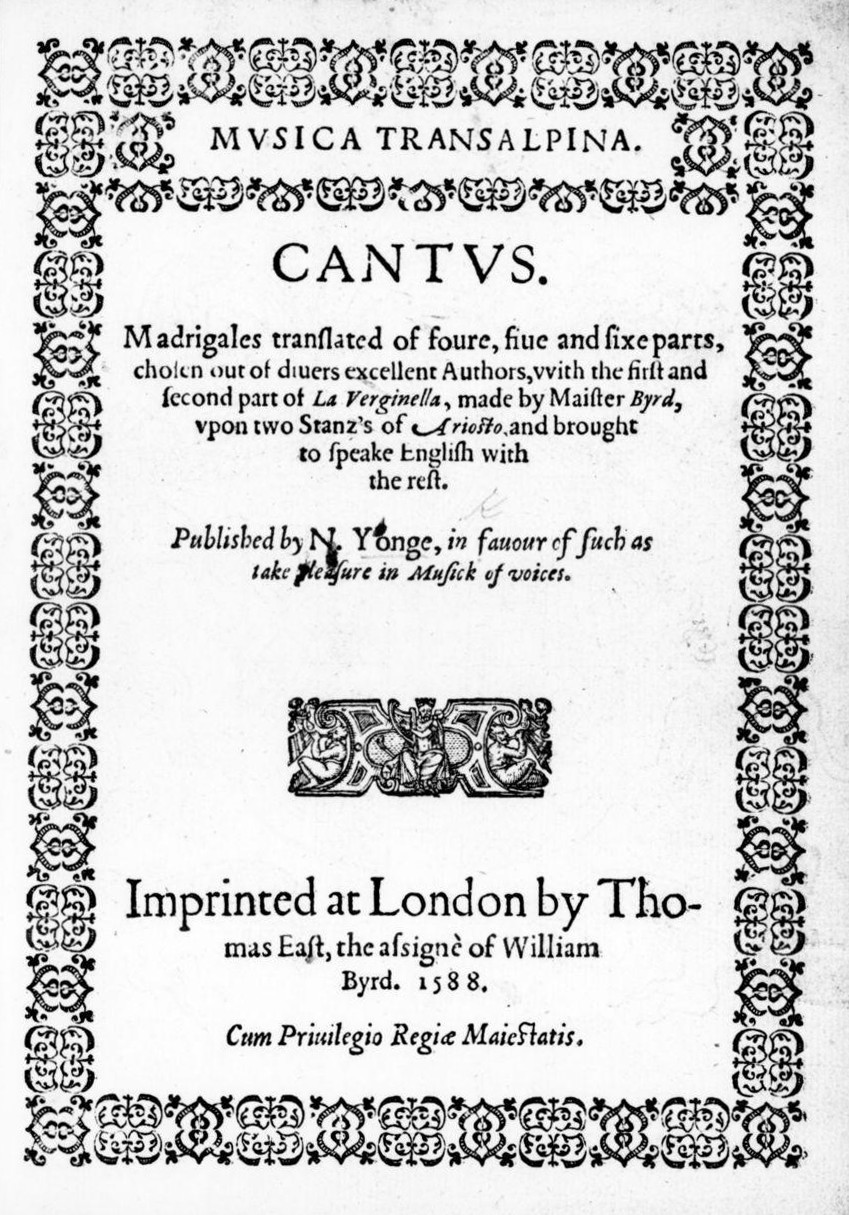
Musica Transalpina (imprimé par Thomas East en 1588).

Nicholas Yonge (né vers 1560 à Lewes dans le Sussex et inhumé le 23 octobre 1619 dans l'église Saint-Michael, Cornhill à Londres) est un chanteur et éditeur de musique anglais.

## Biographie
Nicholas Yonge est surtout connu pour avoir publié Musica Transalpina (1588), collection de madrigaux italiens dont les textes ont été traduits en anglais. Cette publication s'avère extrêmement populaire et lance (ou alimente) une vogue de composition et de chant de madrigaux en Angleterre qui dure jusque pendant les deux premières décennies du XVIIe siècle. De fait, William Heather, fondateur de la chaire de  musique à l'université d'Oxford, inclut le livre dans son portrait peint c. 1627, qui confirme la longévité de l'influence et de la popularité de Musica transalpina.
Musica transalpina contient 57 pièces de 18 compositeurs, Alfonso Ferrabosco l'ancien en étant le plus reproduit suivi de Luca Marenzio. Ferrabosco a vécu en Angleterre jusqu'en 1578, ce qui pourrait expliquer le grand nombre de ses compositions dans le livre ; il était relativement inconnu en Italie.
En 1597, Yonge publie un second livre (Musica Transalpina : the Second Booke of Madrigalles, ... translated out of Sundrie Italian Authors). Des compositeurs tels que John Wilbye et Thomas Weelkes ont utilisé des pièces des deux collections comme modèles pour leurs propres compositions.